# Керстен Маєр
Керстен Маєр (нім. Kersten Meier, 23 лютого 1954 — 3 квітня 2001) — німецький плавець.
Учасник Олімпійських Ігор 1972 року. Срібний медаліст Чемпіонату світу з водних видів спорту 1975 року в естафеті 4×100 метрів вільним стилем.